# Albenga
Albenga é uma comuna italiana da região da Ligúria, província de Savona, com cerca de 22.386 habitantes. Estende-se por uma área de 36 km², tendo uma densidade populacional de 622 hab/km². Faz fronteira com Alassio, Arnasco, Ceriale, Cisano sul Neva, Ortovero, Villanova d'Albenga.
Era chamada de Albingauno (Albingaunum) durante o período romano.

## Demografia
| Variação demográfica do município entre 1861 e 2011                               |
|                                                                                   |
| Fonte: Istituto Nazionale di Statistica (ISTAT) - Elaboração gráfica da Wikipedia |